# Geografia da Roménia

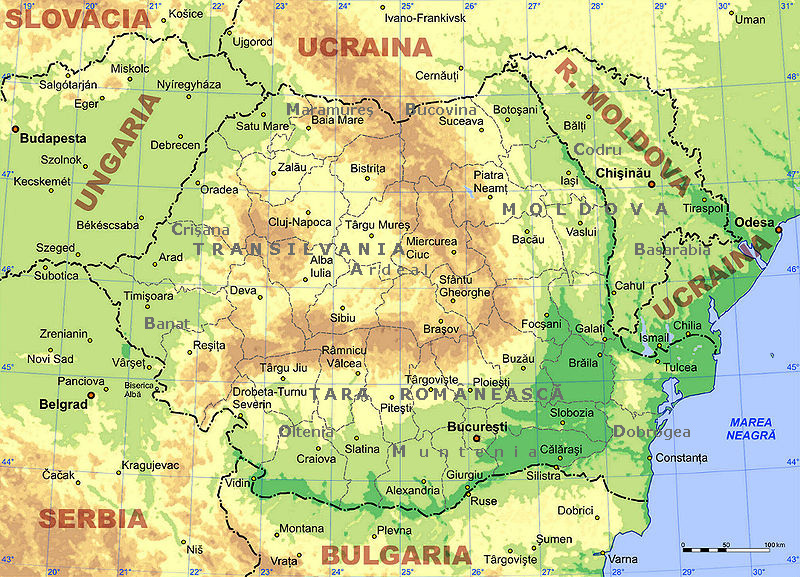
Mapa físico da Roménia com as regiões hitóricas assinaladas

A Roménia (português europeu) ou Romênia (português brasileiro) é um país da Europa de Leste situada no centro-leste do continente europeu, na parte nordeste das Bálcãs, à beira do mar Negro. Com 237 500 km² de área, é o 12.º maior país da Europa. Ocupa a maior parte da bacia inferior do Danúbio e das regiões montanhosas da bacia média do mesmo rio. O país estende-se pelos dois lados das montanhas dos Cárpatos, que formam a barreira natural entre as duas bacias do Danúbio.
A Roménia fica sensivelmente a meia distância entre o equador e o polo Norte e é equidistante das extremidades longitudinais da Europa: a costa atlântica ibérica a ocidente e os montes Urais a oriente. Tem 3 195 km de fronteira e confina a leste com a Moldávia (681 km de fronteira) e a Ucrânia (649 km), a sul com a Bulgária (631 km), a Sérvia (546 km) e Hungria (448 km) a oeste. A sudeste é limitada por 245 km de costa do mar Negro.
As principais cidades são a capital, Bucareste, Brașov, Timișoara, Cluj-Napoca, Constança, Craiova, e Iași (Jassy).

## Regiões históricas
Tradicionalmente a Roménia está dividida em várias regiões históricas que atualmente não têm significado administrativo:
- Dobruja — É a região mais oriental, que se estende desde o curso setentrional do Danúbio até às margens do mar Negro.
- Moldávia (não confundir com o país homónimo) — Estende-se desde os Cárpatos Orientais até ao rio Prut, na fronteira com a Moldávia (país) e com a Ucrânia.
- Valáquia — Vai desde os Alpes da Transilvânia (Cárpatos meridionais) até à fronteira da Bulgária. É dividida pelo rio Olt na Olténia a ocidente e na Munténia a oriente. O Danúbio forma uma fronteira natural entre a Munténia e Dobruja.
- Transilvânia — É a região central-ocidental do país. É delimitada a noroeste pelo arco dos Cárpatos, que a separa da região de Maramureș; a oeste pela região de Crișana, partilhada com a Hungria; a sudoeste pela região de Banato, partilhada com a Sérvia e com a Hungria. É nestas áreas a oeste dos Cárpatos que é mais elevada a concentração das maiores minorias étnicas do país (húngaros, saxões e sérvios).

As fronteiras exteriores da Roménia são o resultado de eventos históricos relativamente recentes. Quando estalou a Primeira Guerra Mundial, o território nacional incluía apenas as províncias da Valáquia, Moldávia e Dobruja. Esta área, conhecida como Regat ou Reino Antigo, tornou-se um país independente com a desintegração parcial do Império Otomano em meados do século XIX. No fim da Primeira Guerra Mundial, foram anexadas a Transilvânia e o Banato. Parte desse território foi perdido durante a Segunda Guerra Mundial, mas foi depois foi devolvido mediante negociações. Apesar dessa anexação ter reunido cerca de 85% da população falante de romeno da Europa de Leste numa nação, em contrapartida deixou um número considerável de húngaros étnicos sob administração romena. Ocasionalmente afloram disputas entre a Hungria e a Roménia sobre esse território, pois ambos os países o consideram parte do seu património nacional. Algo semelhante se passa sobre a validade da antiga fronteira romeno-soviética. A Bucovina e a Bessarábia foram províncias da Roménia onde uma parte significativa da população fala romeno, mas passaram a fazer parte da União Soviética depois da Segunda Guerra Mundial e na atualidade continuam a fazer parte da Ucrânia e da Moldávia. Não obstante essas disputas, desde 1989 que a Roménia não faz reclamações territoriais de forma oficial.

## Topografia
A paisagem natural da Roménia divide-se praticamente em partes iguais em montanhas (31%), planícies (33%) e colinas (36%). Estas várias formas de relevo estão espalhadas de forma bastante simétrica desde as montanhas dos Cárpatos, que atingem altitudes de mais de 2 500 m, até ao delta do Danúbio, cuja altitude média é de apenas alguns metros acima do nível do mar.
O arco dos Cárpatos estende-se por mais de mil quilómetros pelo centro do país, cobrindo cerca de 71 000 km². Estas montanhas são de baixa e média altitude e a largura da cordilheira não ultrapassa os 100 km. A cordilheira é profundamente fragmentada por vales longitudinais e transversais e é atravessada por vários grandes rios. Estas características e a existência de muitos passos de montanha, a altitudes que chegam aos 2 256 m, fazem com que os Cárpatos sejam uma barreira que coloca menos entraves aos movimentos do que outras cordilheiras europeias. Outra característica distintiva é a existência de muitas plataformas erodidas que formam planaltos a altitudes relativamente elevadas. Há povoações permanentes a mais de 1 200 m.
Os Cárpatos têm três subcordilheiras principais: os Cárpatos orientais, os Cárpatos meridionais, também chamados Alpes da Transilvânia, e os Cárpatos ocidentais. Cada uma destas cordilheiras tem características importantes que as distinguem.
Os Cárpatos orientais são compostos por três linhas de cumeadas paralelas na direção noroeste-sudeste. A cumeada mais ocidental é uma cordilheira de vulcões extintos com muitos cones e crateras preservadas. A cordilheira tem muitas depressões extensas; é na maior delas que se situa a cidade de Brașov. Nessas depressões situam-se centros indutriais e de mineração importantes, bem como áreas agrícolas. Os Cárpatos orientais estão cobertos por florestas; é ali que se encontram 32% das florestas do país. Também contêm depósitos importantes de minério, incluindo ouro e prata, e as suas nascentes de águas minerais alimentam numerosas estâncias de saúde.

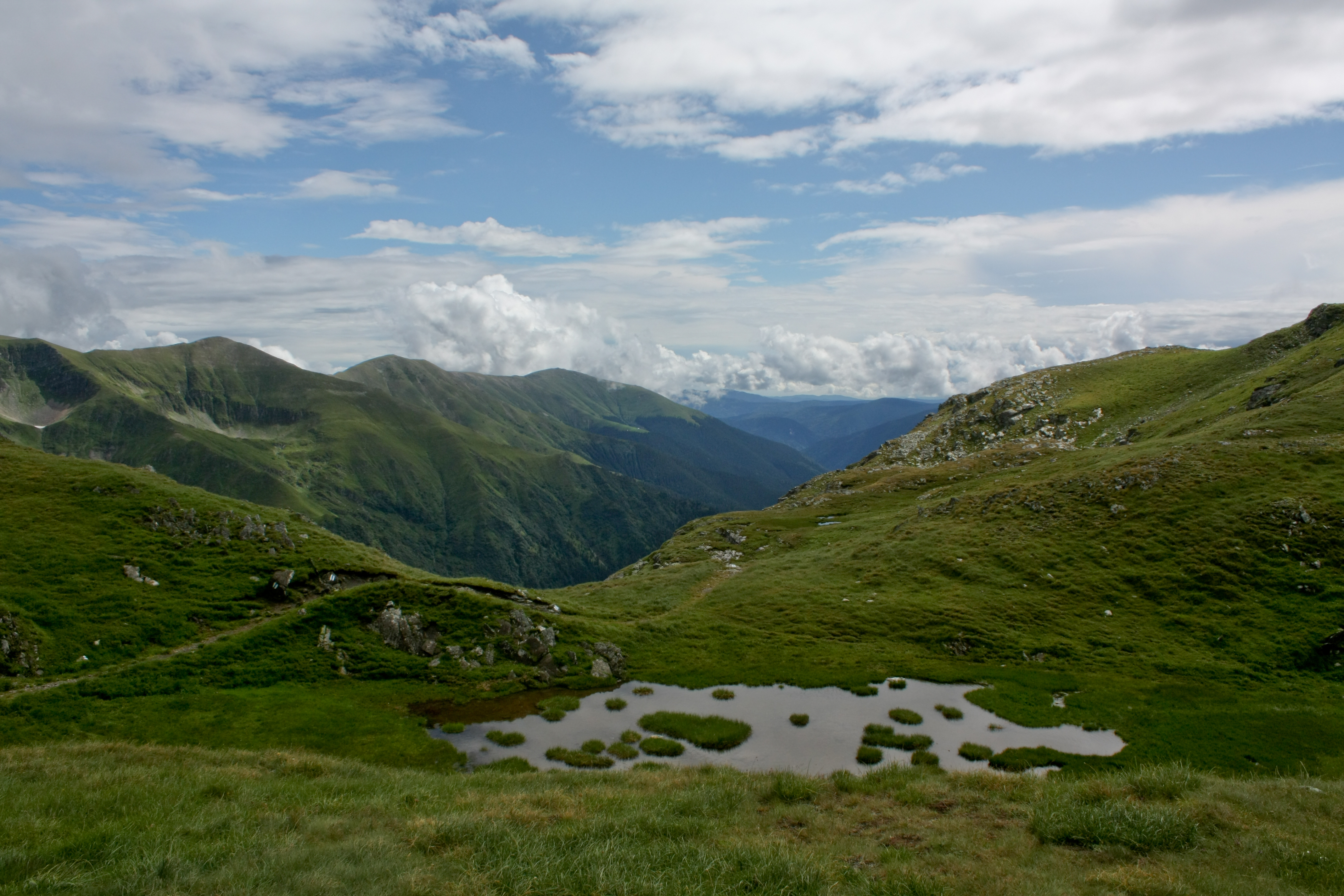
O lago Capra, nos montes Făgăraș, a subcordilheira dos Cárpatos meridionais onde se situam as duas montanhas mais altas da Roménia

Nos Cárpatos meridionais encontram-se as montanhas mais altas — os montes Moldoveanu (2 544 m) e Negoiu (2 535 m) — e mais de 150 Lago glaciais. Têm também extensas áreas de pastagens e alguns bosques, mas menos depressões extensas e menos recursos subterrâneos. Nas altitudes mais elevadas, o vento e a chuva transformou as rochas em espetaculares figuras, como a  Esfinge e a Babele ("A Velha"), ambas nos montes Bucegi. A região era cruzada por uma antiga rede de estradas trans-carpatianas e ainda há vestígios da antiga estrada romana. Numerosos passos e os vales dos rios Olt, Jiu e Danúbio possibilitam rotas para estradas e linhas férreas através das montanhas.
Os Cárpatos ocidentais são a cordilheira mais baixa das três e estão fragmentados por muitas depressões estruturais profundas. Historicamente funcionaram como "portões", pois o seu cruzamento não apresenta dificuldades mas também são facilmente defendidas. A mais famosa dessas depressões é a das Portas de Ferro, no vale do Danúbio. Os Cárpatos ocidentais são a região dos Cárpatos mais densamente povoada e é na sua parte mais a norte, nos montes Apuseni, que se encontram as povoações a maior altitude.
O grande arco dos Cárpatos cerca as planícies onduladas e colinas do planalto da Transilvânia, o maior do país, situado no centro da Roménia. Esta importante região agrícola também contém extensos depósitos de gás metano e de sal. A sul e a leste dos Cárpatos, os Sub-Cárpatos formam uma franja de terreno ondulante com altitudes entre os 396 e os 1 006 metros. No lado ocidental encontram-se os montes Ocidentais, ligeiramente mais baixos. A simetria do relevo da Roménia tem continuidade com o planalto Geta, a sul dos Sub-Cárpatos, o planalto Moldavo a leste, entre os Sub-Cárpatos e o rio Prut, e o planalto de Dobruja, a sudeste, entre o Danúbio e o mar Negro. Os Sub-Cárpatos e as áreas de planalto apresentam boas condições para o povoamento humano e são áreas importantes de cultivo de fruta, viticultura e outras atividades agrícolas. Também contêm extensos depósitos de lenhite e de gás natural.
Para lá dos contrafortes e dos planaltos dos Cárpatos, estendem-se planícies para sul e para oeste. Nas partes meridionais do país, a planície do Baixo Danúbio é dividida pelo rio Olt — a leste deste rio encontra-se a planície Valáquia; a oeste situa-se a planície Olteniana (ou planície Ocidental). Estas planícies são ricas em chernossolos e constituem a região agrícola mais importante do país. A irrigação é muito usada e os pântanos das várzeas do Danúbio foram drenados e dotados de valas para obter mais terrenos cultiváveis.
As terras mais baixas da Roménia encontram-se na extremidade norte da região de Dobruja, no delta do Danúbio. O delta é uma área pantanosa de marismas, ilhas flutuantes de canas e bancos de areia, onde o Danúbio termina o seu percurso de quase 3 000 km e se divide em três braços esfiapados antes de desaguar no mar Negro. O delta fornece grande parte da produção romena de peixe e as suas canas são usadas para fabricar celulose. A região, classificada como Património Mundial pela UNESCO, é também uma reserva natural de espécies raras de plantas e animais, nomeadamente de aves migratórias.

## Clima

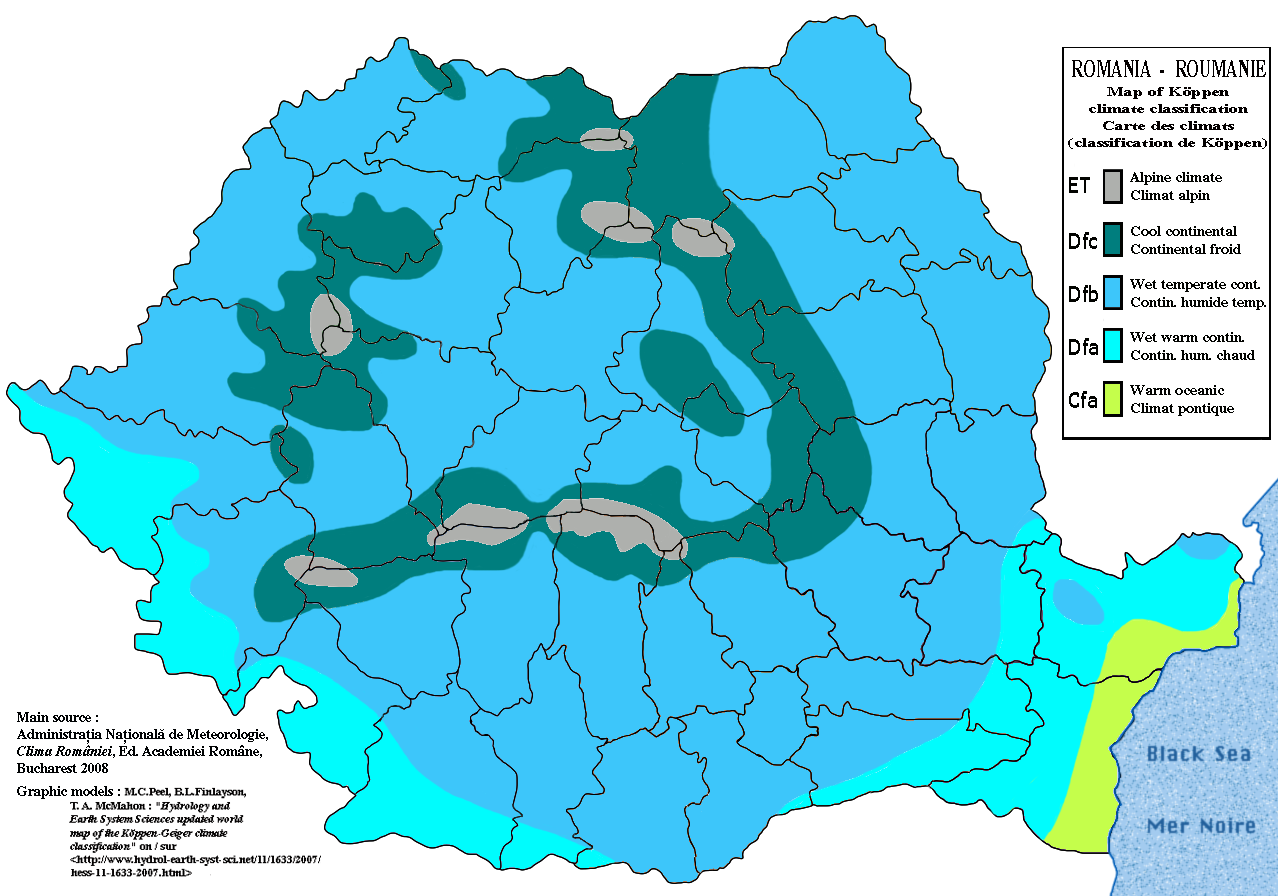
Mapa das classificações de Köppen-Geiger presentes na Roménia

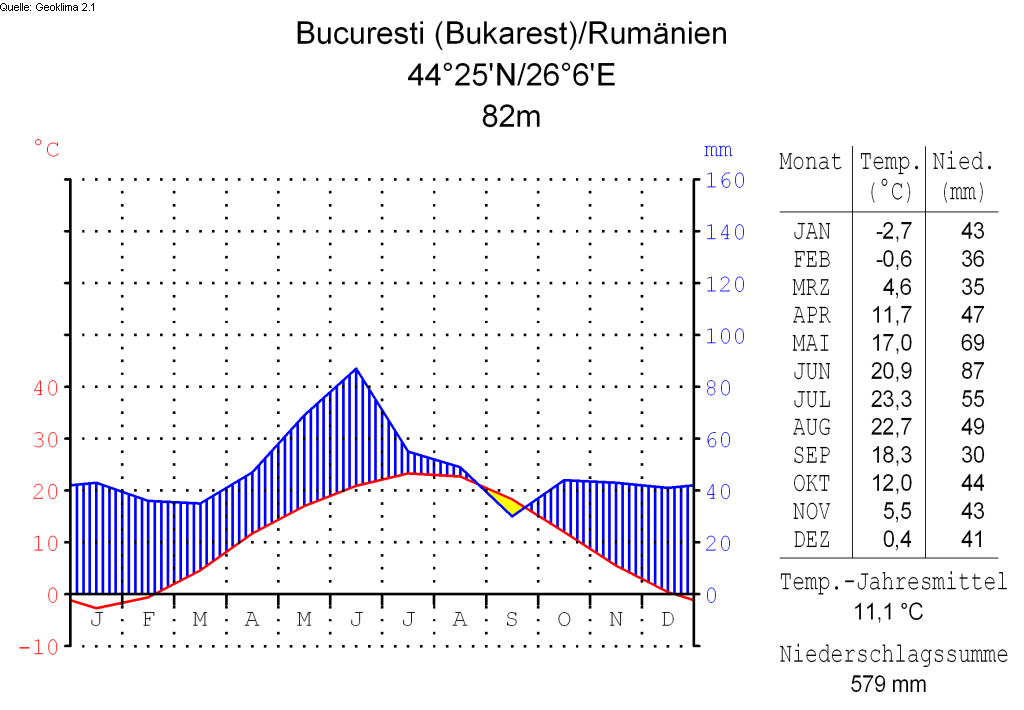
Temperatura e precepitação médias em Bucareste

O clima na maior parte da Roménia é do tipo continental temperado sem estação seca e com verões quentes(classificação de Köppen-Geiger Dfb). Na faixa junto ao Danúbio na parte sudoeste e sul-sudoeste do país, o clima é de tipo continental húmido (Dfa), o mesmo acontecendo na parte sudeste relativamente afastada do mar Negro. Na costa, o clima é do tipo oceânico temperado (Cfa). Nas áreas mais altas das montanhas,no interior, há regiões com clima alpino (ET). As características continentais são menos pronunciadas nas regiões orientais. A sul, os invernos são mais amenos do que a norte e há chuvas mais intensas do que no resto do país, especialmente no outono. A sudeste, as chuvas torrenciais são menos frequentes. Na parte norte do país (Maramureș e Bucovina), o clima é mais frio e húmido, com invernos bastante frios.
A temperatura média anual é 11 °C no sul e centro sul e 8 °C no nordeste. Em Bucareste situada, na parte sul-sudeste, a temperatura varia entre uma mínima média de -5 °C em janeiro e média máxima de 29 °C em julho e agosto, com médias de -3 °C em janeiro e 23 °C em julho e agosto. A precipitação diminui nos sentidos de oeste para leste e das montanhas para as planícies. A precipitação média anual em algumas regiões montanhosas é superior a 1 000 mm. A precipitação média anual é 635 mm na Transilvânia central, 521 mm em Iaşi (Moldávia) e apenas 381 mm em Constança, na costa do mar Negro. A precipitação só ultrapassa os 750 mm nas zonas montanhosas mais altas da parte ocidental do país, em grande parte na forma de neve. No delta do Danúbio, a precipitação é baixa — média anual é cerca de 370 mm; em Bucareste é 530 mm.
Os verões são geralmente bastante quentes — nas áreas mais baixas do país, como Bucareste, não é raro a temperatura ultrapassar os 35 °C — mas à medida que a altitude aumenta, tanto as temperaturas máximas como as mínimas descem consideravelmente. Os invernos são bastante frios — as temperaturas máximas médias não ultrapassam os 3 °C e -15 °C no cimo das montanhas mais altas, onde há algumas áreas de pergelissolo. O recorde de temperatura mínima é -38,5 °C, registado perto de Brașov in 1942. O recorde de temperatura máxima é 44,5 °C, registado em Râmnicelu, distrito de Brăila, em 1951.

## Hidrografia

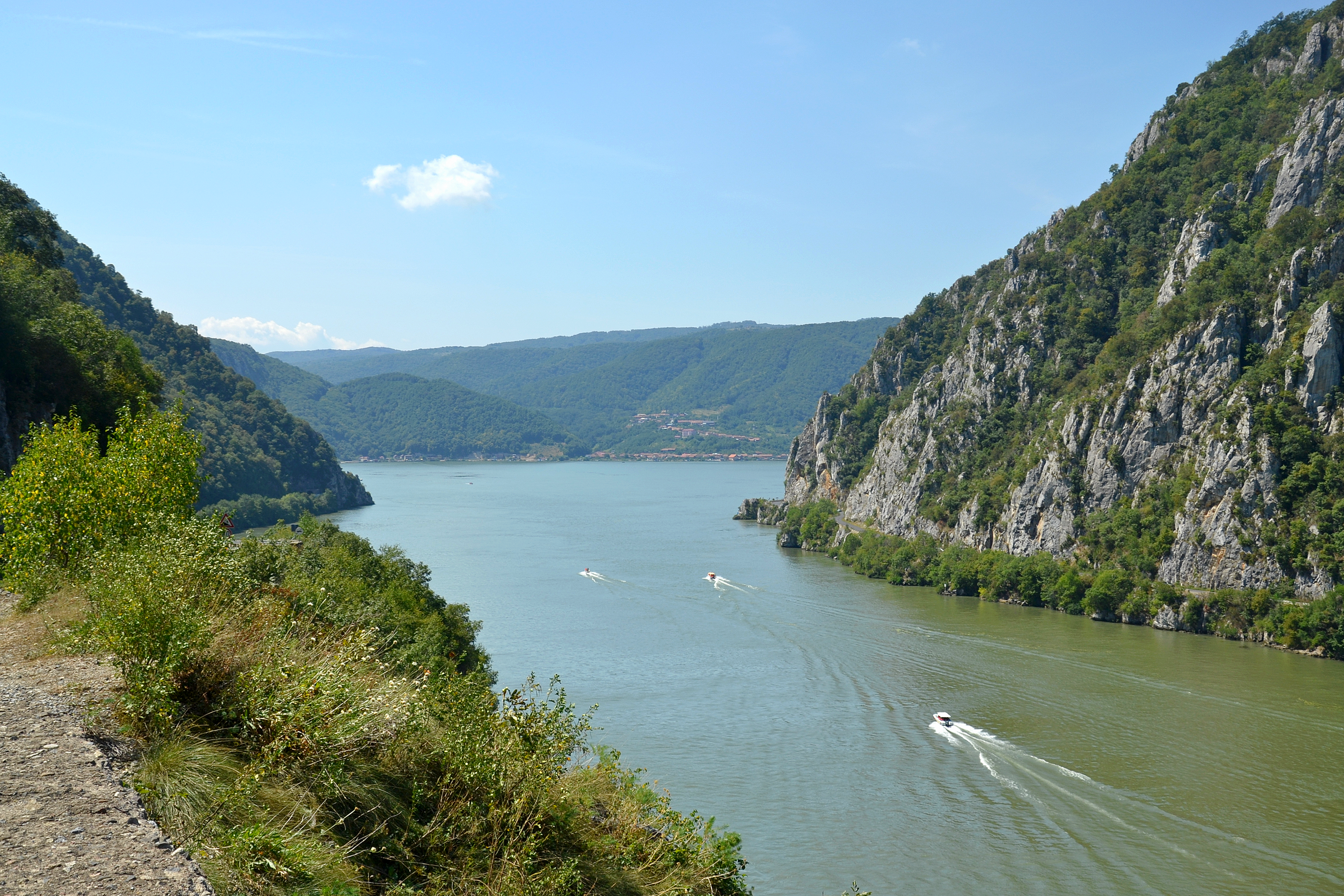
O Danúbio nos. A Roménia fica à direita e a Sérvia à esquerda.

Depois de entrar no país, na sua parte sudoeste, em Bazias, o Danúbio percorre 1 075 km (quase 40& da sua extensão total) através de território romeno, formando a fronteira meridional com a Sérvia e a Bulgária. Praticamente todos os rios romenos são afluentes do Danúbio, seja diretamente ou indiretamente e quando o Danúbio desagua no mar Negro, quase 40% do caudal é proveniente de rios romenos. Os rios mais importantes são o Mureș, o Olt, o Prut, o Siret, o Ialomiţa, o Someș e Argeș. A maior parte dos rios romenos correm para leste, oeste e sul a partir da coroa central dos Cárpatos. São alimentado por chuva e fusão de neve, o que causa grandes variações de caudal e ocasionalmente cheias catastróficas. A água dos rios da parte oriental do país alimentam os rios Siret e Prut. Na parte sul, os rios desaguam diretamente no Danúbio e na parte ocidental as águas alimentam o rio Tisza, na Hungria, que por sua vez é afluente do Danúbio.
O Danúbio é, de longe, o rio mais importante da Roménia, não só para o transporte, mas também para a produção de energia hidroelétrica. Uma das maiores centrais hidroelétricas da Europa situa-se nos Portões de Ferro, onde o Danúbio sai das gargantas dos Cárpatos. O rio é uma rota importante de transporte, tanto nacional como internacional. É navegável por navios fluviais em todo o curso em território romeno e por navios marítimos até ao porto de Brăila. Um dos problemas do uso do Danúbio para transportes no interior é ser distante da maior parte dos principais centros industriais, além de que bancos pantanosos impedem a navegação em certas áreas.